# Bundesverband Deutscher Vertriebsfirmen
Der Bundesverband Deutscher Vertriebsfirmen e.V. (BDV) vertritt als Berufsverband Unternehmen, die Verkaufsfahrten, Verkaufsreisen und Verkaufsveranstaltungen (besser bekannt als sogenannte Werbe- und Kaffeefahrten) durchführen.

## Selbstdarstellung
Nach eigenen Angaben vertritt Verband die Interessen des überwiegenden Anteils der Unternehmen aus der Branche der Verkaufsveranstaltungen. Allerdings nennt der BDV seine Mitglieder nicht, was eine Überprüfung dieser Aussage unmöglich macht. Laut seiner Selbstdarstellung versteht sich der BDV als Branchen-Kontrollinstitution, als Ansprechpartner für Medien und politische Institutionen und für Teilnehmer an Werbefahrten und Verkaufsveranstaltungen. Besonders nach Ereignissen, die Kaffeefahrten in das öffentliche Interesse der Medien rücken, meldet sich der BDV regelmäßig durch Pressemitteilungen zu Wort.
Der BDV ist in der Liste über die beim Deutschen Bundestag registrierten Verbände und deren Vertreter (Lobbyliste) verzeichnet.

## Kritik
Zwar kündigt der BDV regelmäßig Hilfe für auf Kaffeefahrten-Geschädigte an, doch sind bisher keine konkreten Aktionen des Vereins gegen so genannte „schwarze Schafe“ der Branche bekannt geworden. Experten gehen davon aus, dass die überwiegende Mehrzahl aller Verkaufsfahrten unseriös ist, nicht nur vereinzelte „schwarze Schafe“, wie vom BDV dargestellt.